# Lazarus Kaimbi
Lazarus Kaimbi (Windhoek, 12 agosto 1988) è un calciatore namibiano, attaccante dell'African Stars.

## Carriera

### Nazionale
Ha esordito in nazionale nel 2008.